# Nikkotettix taibaiensis
Nikkotettix taibaiensis är en insektsart som beskrevs av Qin och Zhang 2003. Nikkotettix taibaiensis ingår i släktet Nikkotettix och familjen dvärgstritar. Inga underarter finns listade i Catalogue of Life.